# Беларуская думка
Беларуская думка (рус. Белорусская мысль) — белорусский общественно-политический и научно-популярный журнал Администрации президента Республики Беларусь.

## История

### Советское время
Основан 6 мая 1922 года постановлением Президиума ЦК КП(б) Белоруссии как политико-теоретический журнал «Вперёд» на русском языке.
С 1927 года, в связи с белорусизацией республики, выходит на белорусском языке под названием «Весткі ЦК КП(б)Б», а с марта стал издаваться как «Бальшавік Беларусі».
В 1941—1945 годах журнал не издавался.
В апреле 1945 года издание журнала возобновилось, а с 1949 года снова на русском языке.
С 1952 года журнал выходил под названием «Коммунист Белоруссии». В журнале был создан раздел «Новые научные исследования», где были опубликованы отрывки из диссертаций научных работников республики. А также проводилось рецензирование книг и брошюр на общественно-политические темы, печатались литературоведческие и искусствоведческие статьи.

### Новейшая история
В ноябре 1991 года журнал стал называться «Беларуская думка» и был зарегистрирован как издание НИИ Министерства экономики Республики Беларусь. Затем стал официальным печатным органом Совета Министров Республики Беларусь.
С 9 ноября 1995 года распоряжением Президента Республики Беларусь учредителем журнала стала Администрация Президента Республики Беларусь.
С 2007 года журнал издаётся БелТА.

## Главные редакторы
- Величко, Владимир Павлович (1991—2007)[5]
- Гигин, Вадим Францевич (2007—2016)[5]
- Самович, Александр Леонидович (2016—2017)
- Шаблыко Татьяна Алексеевна (2017—2020)
- Карлюкевич Александр Николаевич (июль-август 2020)
- Гончарук Игорь Сергеевич (сентябрь 2020 — по настоящее время)

## Награды
- 29 апреля 1982 года Указом Президиума Верховного Совета СССР «за заслуги в воспитании трудящихся и за мобилизацию их на выполнение задач хозяйственного и культурного строительства» журнал награждён орденом Дружбы народов[1].
- В 2009 году редакция журнала стала победителем V Национального конкурса печатных средств массовой информации «Золотая Литера» в номинации «Лучший научный, научно-популярный журнал».

## Отзывы
9 ноября 2001 года в честь юбилея журнала Президент Республики Беларусь А. Г. Лукашенко в своём поздравлении отметил, что:

В отечественной истории издания подобного масштаба всегда были носителями подлинной культуры, выразителями народного духа, в которых воплотилась Истина, Добро, Красота ... Именно такую почётную миссию в нашем обществе выполняет «Белорусская думка» ... Убеждён, что своими научно-аналитическими и насущно-публицистическими статьями журнал и впредь будет вносить весомый вклад в осмысление сложных проблем современности, содействовать становлению сильной и процветающей БеларусиОригинальный текст (бел.)У айчыннай гісторыі выданні падобнага масштабу заўсёды былі носьбітамі сапраўднай культуры, выказнікамі народнага духу, у якіх увасобілася Ісціна, Дабро, Прыгажосць... Менавіта такую пачэсную місію ў нашым грамадстве выконвае«Беларуская думка»... Перакананы, што сваімі навукова-аналітычнымі і надзённа-публіцыстычнымі артыкуламі часопіс і надалей будзе ўносіць важкі ўклад у асэнсаванне складаных праблем сучаснасці, садзейнічаць станаўленню моцнай і квітнеючай Беларусі